# 다무라 료스케
다무라 료스케(일본어: 田村 亮介, 1995년 5월 8일 ~ )는 일본의 축구 선수로 현재 가이나레 돗토리에서 공격수로 활동 중이며 일본 A대표팀에는 현재까지 한번도 뛴 적이 없다.

## 클럽 경력

### 교토 상가1기
2014년 교토 상가 입단을 통해 프로에 본격적으로 뛰어들기 시작했고 입단 직후 J리그 U-22팀에 차출되어 후지에다 MYFC의 경기에서 프로 데뷔전을 치르는 등 8경기 1골을 기록했고 교토 상가 1군팀에서는 2014 시즌 8경기 1어시스트의 나쁘지 않은 성적을 남겼다.

### 사간 도스
2015 시즌을 앞두고 J1리그의 사간 도스로 임대 이적 후 공식전 5경기에 출전하며 천황배 8강 진출의 성적에 일조한 뒤 2015 시즌 종료 후 교토 상가로 복귀했다.

### 교토 상가 2기
2016 시즌을 앞두고 교토 상가로 복귀했음에도 불구하고 공식전 5경기 출전에 그쳤고 그나마 2017 시즌에는 리그 10경기 중 8경기에 선발로 출전하며 기량을 발휘하는 듯 했으나 이듬해인 2018 시즌에서는 다시 주전 자리에서 밀려나면서 결국 2018 시즌을 끝으로 교토 상가와의 계약을 해지했다.

### 후쿠시마 유나이티드
교토 상가에서의 주전 경쟁 탈락 이후 2019 시즌을 앞두고 J3리그의 후쿠시마 유나이티드로 이적하여 2019 시즌에는 34경기 7골 5어시스트로 프로 데뷔 이후 개인 커리어 하이를 경신했고 2020 시즌에서는 팀의 주장을 맡아 34경기 9골 6어시스트로 또 한번 개인 커리어 하이 기록을 경신하며 후쿠시마의 핵심 미드필더로 자리를 굳혔다.

### FC 안양
후쿠시마에서의 활약을 바탕으로 2021년 1월 28일 대한민국 K리그2의 FC 안양으로 이적하며 프로 데뷔 이후 처음으로 해외 진출에 성공한 것은 물론 시민 구단 창단 이후 최초로 영입된 일본인 선수에 이름을 올렸다.
이후 2021 시즌에서 안양의 로테이션 멤버로서 공식전 22경기 2골의 쏠쏠한 활약으로 팀의 창단 첫 리그 플레이오프 진출에 기여했으나 대전 하나 시티즌과의 플레이오프에서는 뼈아픈 실책으로 승강 플레이오프 진출이 좌절되었고 수원 삼성 블루윙즈와의 2021년 FA컵 16강전 승부차기에서도 결정적인 실축으로 구단 역사상 첫 FA컵 8강 문턱에서 주저앉았으며 결국 시즌 종료 후 안양과의 재계약에 실패하고 말았다.

### 가이나레 돗토리
안양과의 재계약이 실패로 돌아간 이후 가이나레 돗토리 이적을 통해 1년만에 J3리그로 복귀한 뒤 2022 시즌 공식전 28경기 5골을 기록하며 J3리그 복귀 시즌을 성공적으로 마무리했다.

## 수상

### 클럽
FC 안양
- K리그2 : 3위 (2021)